# Алекс Јоаким
Александар „Алекс” Јоаким (енгл. Alexander Alex Joachim; 14. април 2003) сентвинсентски је пливач чија специјалност су трке прсним и слободним стилом. 

## Спортска каријера
Први значајнији успех у каријери постигао је са свега 13 година, на карипском првенству у Насауу 2016. где је освојио две бронзане и једну сребрну медаљу у све три појединачне трке прсним стилом. 
На светским првенствима је дебитовао у корејском Квангџуу 2019. где је пливао у квалификационим тркама на 100 слободно (94. место) и 100 прсно (80. место). У обе трке је поправљао личне рекорде. Месец дана након сениорског наступио је и на јуниорском светском првенству у Будимпешти, где је поред трка прсним стилом пливао још и у дисциплинама слободно и делфин. 